# Kabinett La Marmora III
Das Kabinett La Marmora III regierte das Königreich Italien vom 31. Dezember 1865 bis zum 20. Juni 1866. Es folgte dem Kabinett La Marmora II und wurde erneut von Ministerpräsident Alfonso La Marmora angeführt.
Das Kabinett La Marmora III war das siebte Kabinett des Königreiches und wurde wie die Vorgängerregierung von der „Historischen Rechten“ (italienisch Destra storica) gestützt. Es war 5 Monate und 20 Tage im Amt. Mit der italienischen Kriegserklärung an das Kaisertum Österreich am 20. Juni 1866, mit der der Dritte Italienische Unabhängigkeitskrieg eingeleitet wurde, wurde La Marmora zum Generalstabschef des italienischen Heeres ernannt und seine Regierung von König Viktor Emanuel II. aufgelöst. An seiner Stelle trat das Kabinett Ricasoli II.

## Minister

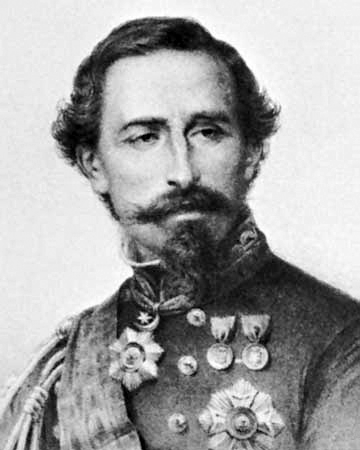
Alfonso La Marmora

| Ministerien                          | Name                            |
| ------------------------------------ | ------------------------------- |
| Ministerpräsident                    | Alfonso La Marmora              |
| Äußeres                              | Alfonso La Marmora              |
| Inneres                              | Desiderato Chiaves              |
| Justiz und Kirchenangelegenheiten    | Giovanni De Falco               |
| Krieg                                | Ignazio De Genova di Pettinengo |
| Marine                               | Diego Angioletti                |
| Finanzen                             | Antonio Scialoja                |
| Öffentliche Arbeiten                 | Stefano Jacini                  |
| Bildung                              | Domenico Berti                  |
| Landwirtschaft, Industrie und Handel | Domenico Berti                  |